# Sergey Mikhaylovich của Nga
Đại vương công Sergei Mikhailovich của Nga (tiếng Nga: Сергей Михайлович, ngày 07 tháng 10 năm 1869 - 18 tháng 07 năm 1918) là con trai thứ năm của Đại vương công Michael Nikolaievich của Nga và là một người anh em thuộc dòng đầu tiên của Alexander III của Nga.
Ông sinh ra và lớn lên ở vùng Kavkaz, nơi cha ông là phó vương. Năm 1881, gia đình chuyển đến St Petersburg. Ông trở thành một người bạn thân của Tsarevich Nicholas. Ông đã có một mối quan hệ lâu dài với nữ diễn viên ballet nổi tiếng Mathilde Kschessinska, người trước đây đã từng là tình nhân của Nicholas II của Nga. Cô cũng là tình nhân của Đại vương công Andrei Vladimorovich của Nga. Sergei công nhận có con riêng với Mathilde và vẫn bảo vệ họ cho đến khi ông qua đời.
Theo truyền thống gia đình, Đại vương công Sergei theo đuổi một sự nghiệp quân sự. Ông là Chánh Thanh tra của pháo binh với cấp bậc thiếu tướng. Trong Chiến tranh thế giới thứ nhất, ông là người đứng đầu của bộ phận pháo binh, một vị trí ông bị buộc phải từ chức sau đó. Ông được bổ nhiệm làm Tổng Thanh tra thực địa của pháo binh ở Stavka. Sau sự sụp đổ của chế độ quân chủ, ông vẫn ở cố đô, sau sự thắng thế của người Bolshevist. Ông bị ám sát bởi người Bolshevik cùng với một số nhân vật thuộc nhà Romanov khác vào ngày 18 tháng 07 năm 1918, tại Alapayevsk, một ngày sau khi cái chết của Sa hoàng Nicholas II của Nga cùng gia đình tại Yekaterinburg.